# 重光福德宮
重光福德宮，又作後窟潭福德宮，俗稱土地公宮，台灣澎湖縣廟宇，位於馬公市重光里，主祀福德正神（土地公）。

## 沿革
「重光里」位於馬公港大後方（北側），往昔聚落處環繞三座水潭，古稱「後窟潭」，清領時期屬「東西澳」管轄，二戰後改名「重光」。
後窟潭聚落約起於南明永曆年間，最早的呂氏家族為來自福建泉州同安的移民。後窟潭地區最初即奉土地公為公廟，但並非是今重光福德宮前身，該土地公廟在清領時期的乾隆年間主神改祀「池府王爺」，廟宇亦改作後窟潭威靈殿，後窟潭聚落此後便沿以威靈殿為地方公廟。
今重光福德宮歷史可追溯日治時期昭和10年（1935年），因後窟潭威靈殿重修落成，殿內神明降旨重建福德宮。居民便奉神明指示，於後窟潭威靈殿東側興建一土地廟，即此「重光福德宮」，時稱「土地公宮」。日治時期的土地公神像乃由木頭所雕，後不知所終。民國38年（1949年）重光福德宮因屋頂棟樑深受白蟻傾蝕，值年鄉佬胡東昇發起重修，聘請薛有成和葉根壯（1932年－2014年）分別負責「土水」與「木作」，並於民國39年（1950年）竣工，為一屋頂為傳統閩南紅瓦、外牆砌以硓𥑮石，內部為木質棟樑之建築，而廟內的土地神像乃由謝自東以「硓𥑮汕」為材料，另行雕塑敬獻。民國64年（1975年），重光福德宮重修，仍委請薛有成負責水土、葉根壯負責木作工程，此次翻修改採中國北方宮殿形式，屋頂另鋪琉璃瓦，主體建築則改為RC鋼筋水泥做建材。
民國98年（2009年）歲次己丑，重光福德宮廟身又經數載寒暑，以致鋼筋裸露、老舊不堪，又起重建之議，再度委請後窟潭弟子葉根壯繪製宮廟新圖（此為葉根壯第三度參與重光福德宮整建工程，亦是最後一次），並於農曆八月十一日酉時出火、拆除舊廟，八月十五日興工，歷時三月，順利於己丑年十二月初二竣工（西曆2010年），同日安門歸火，十二月初五舉辦落成誌慶大典。

## 圖輯

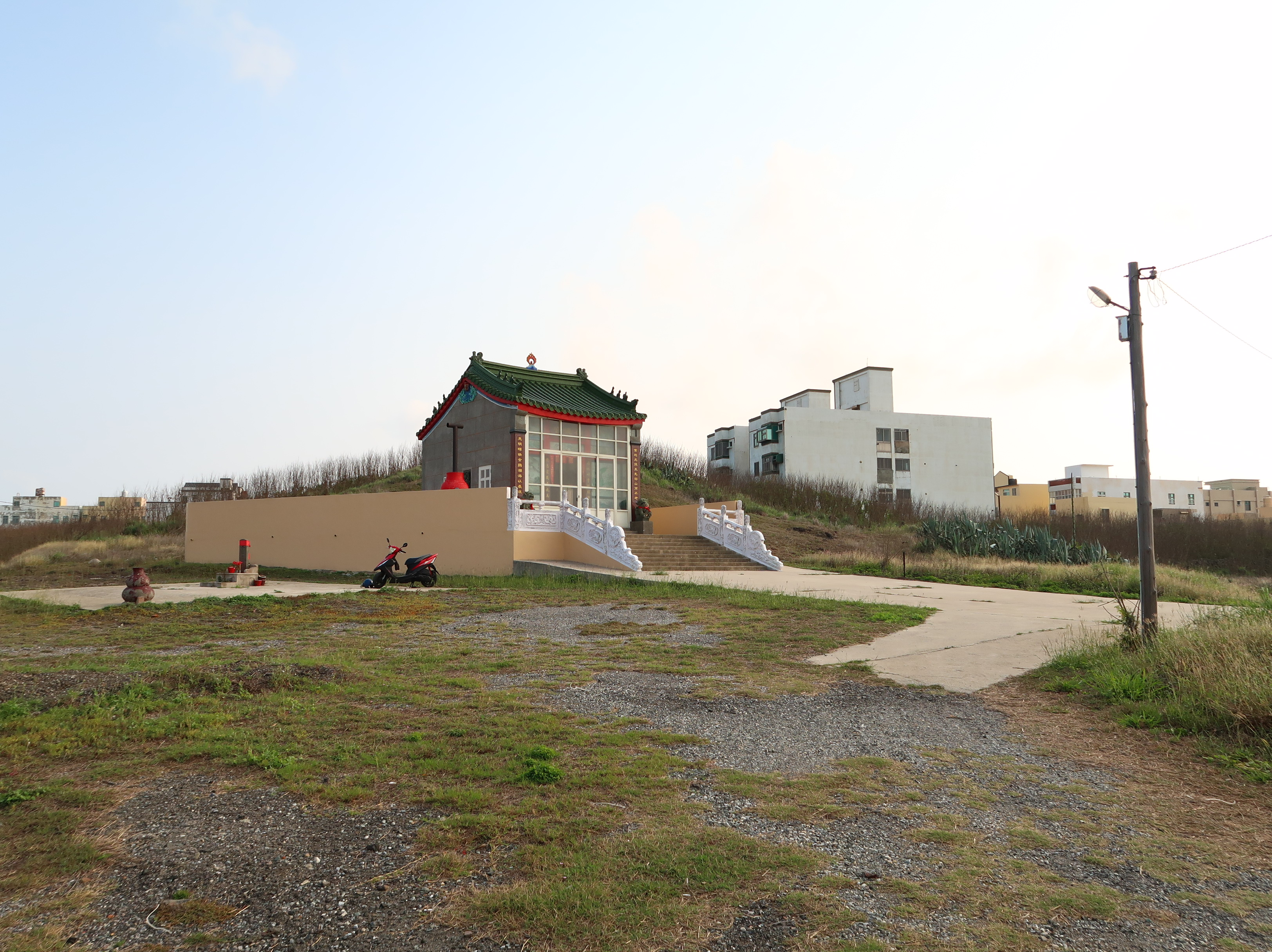
廟埕
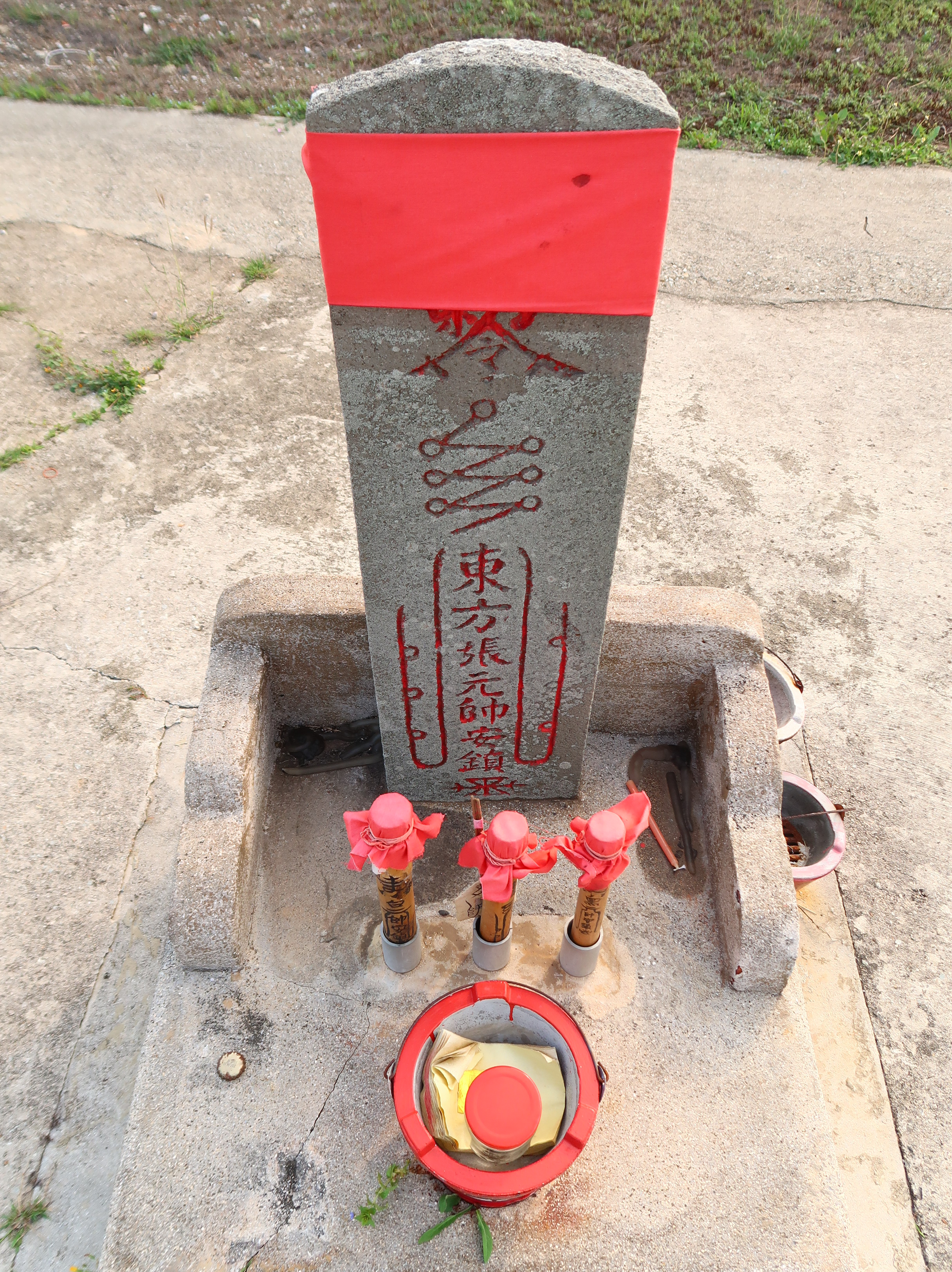
五營：東方張元帥
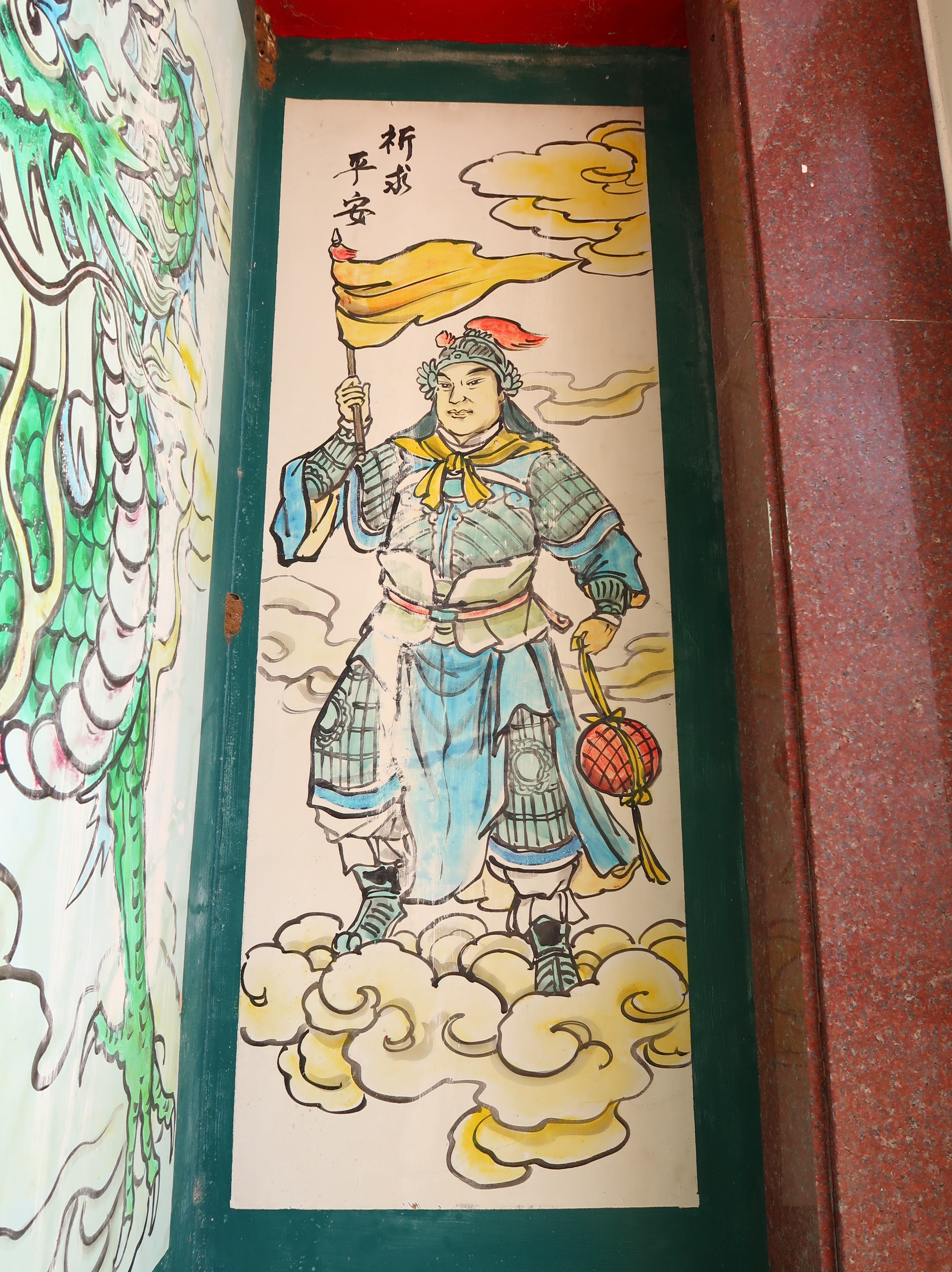
門牆彩繪：祈求平安
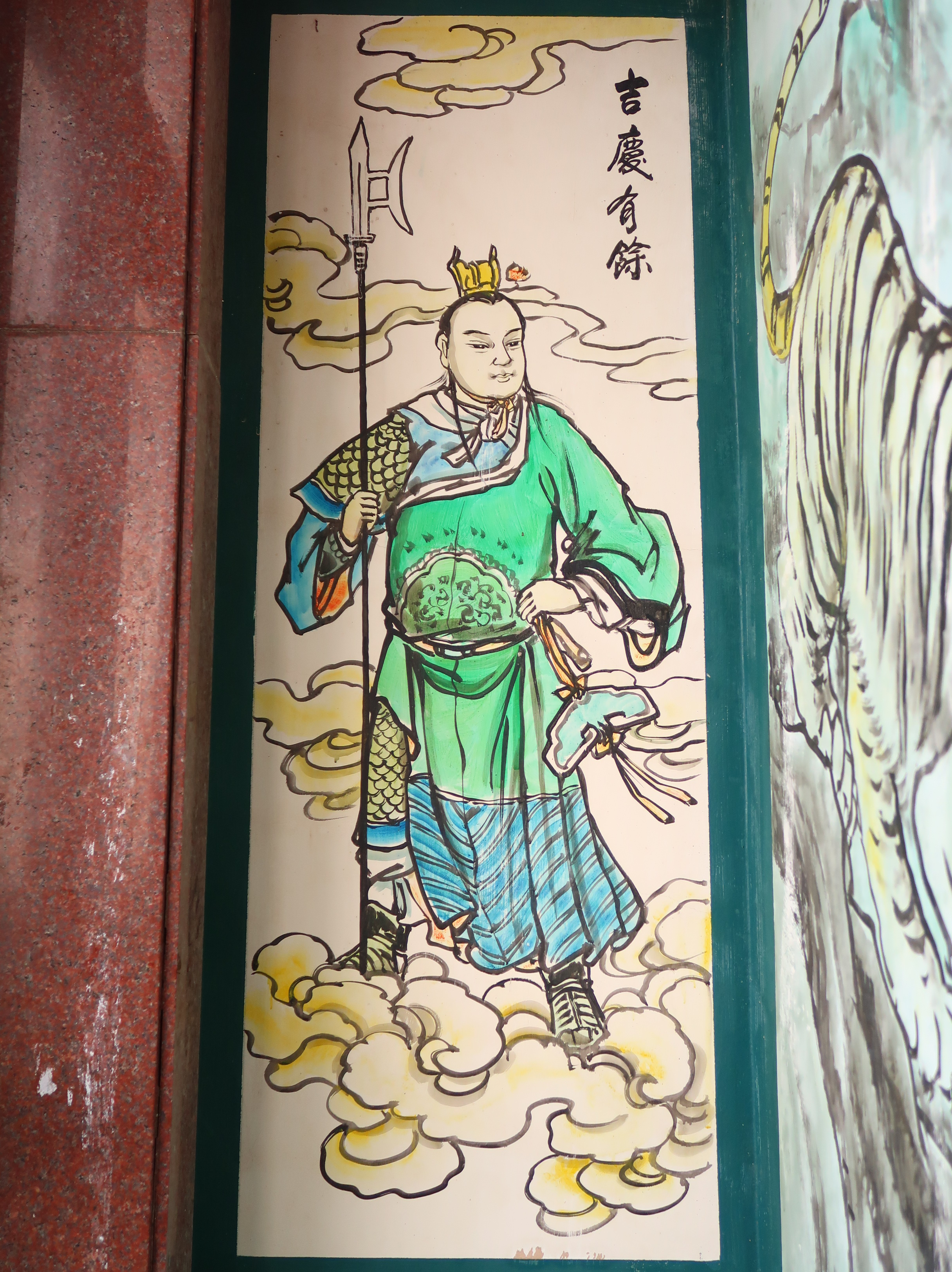
門牆彩繪：吉慶有餘
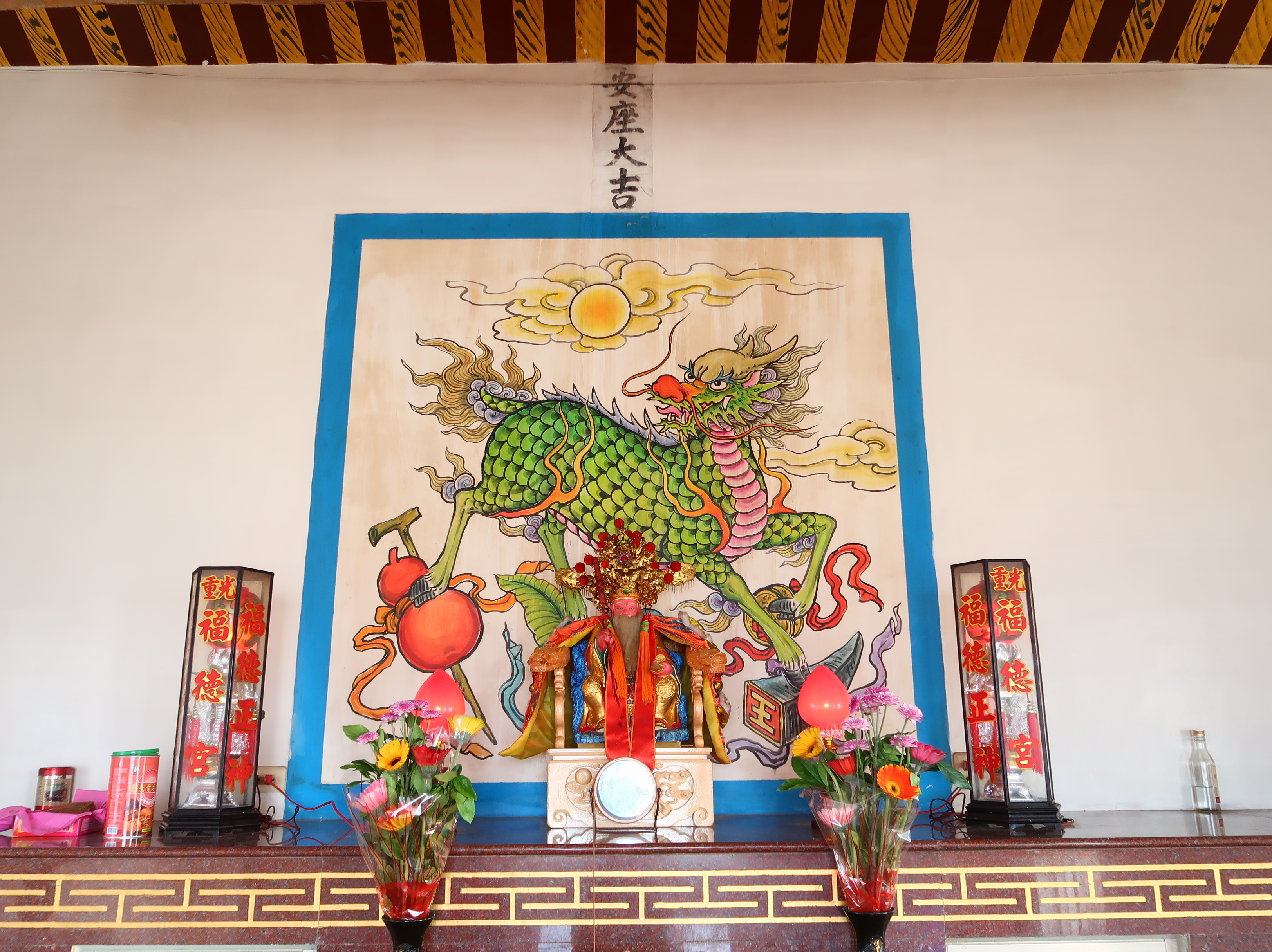
土地公像
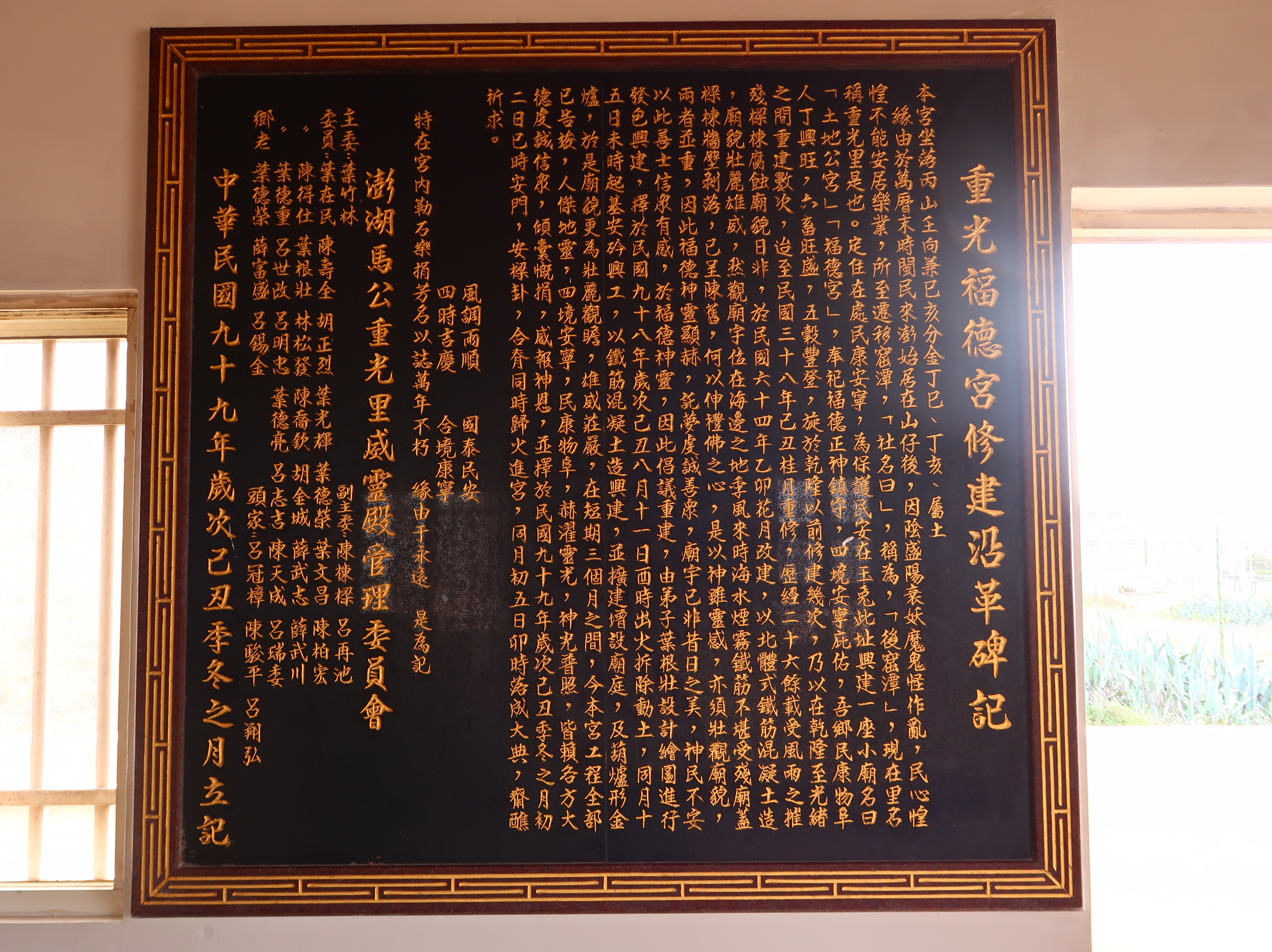
修建沿革碑記（2010年）